# La Mecque
Pour la province, voir La Mecque (province).
Pour l’article ayant un titre homophone, voir Lamèque.
La Mecque (en arabe : مَكَّة, Makka, /makːa) est une ville de l'Ouest de l'Arabie saoudite, située dans une cuvette de l'Asir, non loin de la dépression séparant cette même chaîne de montagnes du Hedjaz, et à 84 km de la mer Rouge (66 km à vol d'oiseau). Elle est la capitale de la province de la Mecque.
La Mecque serait le lieu de naissance, selon la tradition islamique, du prophète de l'islam Mahomet à la fin du VIe siècle, elle abrite la Kaaba au cœur de la mosquée Masjid Al-Haram (« La Mosquée sacrée »). Selon une autre légende musulmane, la ville aurait un lien originel avec Ibrahim, la fondation de la ville reposant uniquement sur des traditions religieuses. Les recherches historiques et archéologiques ont quant à elles remise en question l'existence de la cité au temps de Mahomet, ce qui remet complètement en question les récits de la tradition islamique.
La Mecque est devenue la ville sainte de l'islam où l'accès en est interdit aux personnes qui ne sont pas de confession musulmane,.
L'histoire préislamique de la ville demeure obscure et inaccessible en raison de l'absence totale de preuves archéologiques indubitables.
C'est annuellement et depuis le VIIe siècle le lieu du pèlerinage de La Mecque (hajj) qui rassemble, depuis la fin du XXe siècle, des millions de fidèles des différentes confessions de l'islam, venus du monde entier. C'est également le lieu vers lequel se tournent pour leurs prières quotidiennes les croyants musulmans.
Depuis les années 1970, des spéculateurs immobiliers construisent des infrastructures, avec un gigantisme comparable à celles de Las Vegas, pour permettre d'accueillir plus de fidèles, mais détruisant dans le même temps des sites historiques islamiques,.

## Toponymie
La ville de La Mecque a pour nom officiel actuel مَكَّةَ ٱلْمُكَرَّمَة, Makkat al-Mukarrama, signifiant littéralement à la fois « Makka la Noble », « l'Ennoblie », « la Bénie » ou encore « l'Honorée »prononcé localement /makːa almʊkarːama/.

### La thèseMacoraba
Le géographe grec Ptolémée (IIe siècle) mentionne dans son ouvrage Géographie VI, 7, 31-37 une « Makoraba » située en Arabie de l'Ouest, soit dans le Hijaz, soit à proximité,. Certains chercheurs y voient la première mention de la Mecque, une thèse qui reste débattue.
L'étymologie de Macoraba est incertaine. Certains chercheurs la font remonter à l'arabe yéménite maqrab qui signifierait « sanctuaire » d'autres à l'éthiopien mikrab, « le temple ». Mekwarb peut signifier le « palais », le « lieu sacré » ou la « synagogue », sans être antinomique du sens surbaissé pour désigner « le lieu du sanctuaire ». Makoraba peut suggérer la présence d'une ressource en eau pérenne qui attirait une population sédentaire et près de laquelle la Kaa'ba fut bâtie à une époque indéterminée. Cependant, à partir de la langue afar, une langue du même groupe que l'arabe yéménite appartenant au groupe de l'afrasiatique, la traduction du mot maqrab (pl. maqrooba) signifie « amas de pierres rouges et plates ».
En 1987, dans son livre Meccan trade and the Rise of Islam, l'historienne Patricia Crone remet en question l'identification de la Makoraba avec le site de la Mecque : selon elle, une évolution de la racine krb de « Makoraba » en mkk de Mekka est impossible. En 2010, Mikhaïl D. Bukharin, soutient que le nom Macoraba pourrait dériver — via le grec — de l'arabe maghrib (« ouest »), conjecturant que le sud-ouest du Hedjaz et la région de La Mecque étaient connus des Romains et des Grecs de la seconde moitié du IIe siècle sous le nom de « l'Ouest », dans une hypothèse « curieuse » qui, identifiant la Mecque à la Macoraba de Ptolémée, demeure spéculative et conforte paradoxalement les positions de Crone.
En 2018, l'historien Ian D. Morris relève que le consensus sur l'identification entre la Mecque et Macoraba a pu exister, car la question, peu approfondie, n'a pas été réexaminé avant Crone et que cette attribution, arbitraire et fragile, doit être requestionnée. En 2019, l'historien Guillaume Dye, citant Morris, remet également cette hypothèse en question dans Le Coran des historiens.

### Toponymie coranique
Selon les commentateurs musulmans, le nom la Mecque apparaîtrait à deux reprises dans des passages tardifs du Coran sous la dénomination de Makka (48,24) et sous celle, plus controversée, de Bakka (3,96).
Le verset 3,96 mentionne : « Certes, le premier sanctuaire qui ait été édifiée pour les gens, c'est bien celle de Bakka bénie et une bonne direction pour l'univers ». L'exégèse traditionnelle du Coran (Tafsir) assimile également ce nom de Bakka à celui de Makka/La Mecque pour revendiquer une grande antiquité à la ville, qui en ferait ainsi le premier centre cultuel du monde. Cette assimilation et l'interprétation du nom sont également débattues. Selon une tradition musulmane, Bakka, Makka et Haram sont trois espaces concentriques de tailles différentes centrés sur la Ka'ba. Ainsi, selon ces interprétations, Bakka désignerait l’esplanade où la Kaaba fut construite, tandis que Makkah (pour « La Mecque » en arabe) désigne l’ensemble de la cité.
Pour Tesei, si les commentateurs ont relié Bakka à la Mecque, celui-ci considère ce lien comme douteux et Segovia la considère comme « hautement problématique ». Ce toponyme apparaît, en effet, dans le psaume 84 sans référence à une ville arabe. Ce passage semble davantage lié à l’autel d’Abraham sur une montagne du pays de Moriyya. Pour Reynolds, il est possible que le Coran, par ce passage, « transfère ces traditions à un lieu en Arabie » et il n’est pas impossible que la Mecque ait été choisie comme site de la « Maison », par la correspondance avec certains traits de la description coranique. Pour Holmgren, dans la Bible, la vallée de Baca désigne une vallée au sud-ouest de Jérusalem (Psaume 84:6).
La seule mention du terme Makka dans le Coran se trouve dans la sourate 48. Le philologue Christoph Luxenberg, dans un article daté de 2012, traduit même l'expression « dans la vallée de la Makka » par « au milieu d'un conflit ». Ainsi, selon cette approche, le nom de La Mecque ne serait pas même cité dans le Coran.

### Étymologie
Dans les parties géographiques des puranas, dont la composition s'étend entre l'an 300 et l'an mille ap. J.-C., on trouve La Mecque sous le nom de मकेश्वर / Makeśvara. Pour le texte hindou, la pierre noire qui y est entreposée est l’emblème du dieu Shiva (le Lingam).
Selon le philologue Christoph Luxenberg qui théorisa en 2007 une origine syro-araméenne du Coran, le nom de la Mecque proviendrait plutôt de la racine araméenne Makk désignant une dépression topographique, soit notamment et justement une « vallée » qui accréditerait l'origine syro-araméenne.

## Géographie
La ville de La Mecque se situe à l'ouest de l'Arabie saoudite, sur les pentes de la chaîne d'al-Sarawat, entre les massifs du Hedjaz et de l'Asir, plus précisément dans la vallée de l'oued Ibrahim au pied de collines de 60 à plus de 500 mètres de hauteur. Le port de Djeddah n'est distant que de 80 kilomètres. La partie est de la ville se situe entre 194 et 310 m d'altitude. La partie ouest, à 400 m, se caractérise par la présence de certains monts qui peuvent atteindre jusqu'à 900 m d'altitude comme le mont Jabal Tarki (qui est la plus haute montagne de la Mecque) et le Jabal Khandama qui culmine à 914 m. La partie centrale a une altitude moyenne de 294 m et la Kaaba est à 300 m. Cette partie est caractérisée par le mont Jabal Thor (759 m) qui a joué un rôle important dans la vie du prophète de l'islam Mahomet.
Le point antipodal de La Mecque (21° 25′ 21″ S, 140° 10′ 26″ O) se situe dans l'océan Pacifique, en Polynésie française, à 55 kilomètres à l'est-nord-est de l'atoll de Tematangi (archipel des Tuamotu, commune de Tureia).

### Climat
La Mecque possède un climat subtropical désertique avec des étés très chauds et très secs et des hivers chauds et secs. Contrairement aux autres villes d'Arabie saoudite, La Mecque conserve une température moyenne maximale supérieure à 30 °C en période hivernale. En hiver, il peut y avoir de grands changements de température, qui peuvent par exemple en quelques jours passer de 45 °C à 30 °C. Il peut faire rarement 25 °C, tout comme les températures peuvent souvent dépasser les 40 °C. En été, les températures moyennes maximales dépassent 40 °C et les températures nocturnes restent supérieures à 28 °C. La température maximale peut atteindre 48 °C l'été et un minimum de 18 °C l'hiver, avec une moyenne comprise entre 29,9 et 31 °C, ce qui en fait une des villes les plus chaudes du monde après In Salah en Algérie. Depuis 2004, de septembre à mai, les températures minimales observées dépassent toujours les 29 °C.
En hiver, la neige est inexistante, de même que le gel. À la période estivale, si les pluies sont rares, celles-ci peuvent survenir souvent brutalement, ayant un caractère orageux provoquant de fortes inondations. Cependant, les orages secs y sont fréquents.
| Mois                              | jan. | fév. | mars | avril | mai  | juin | jui. | août | sep. | oct. | nov. | déc. | année |
| --------------------------------- | ---- | ---- | ---- | ----- | ---- | ---- | ---- | ---- | ---- | ---- | ---- | ---- | ----- |
| Température minimale moyenne (°C) | 18,6 | 18,9 | 21   | 24,3  | 27,5 | 28,3 | 29   | 29,3 | 28,8 | 25,8 | 22,9 | 20,2 | 18,6  |
| Température maximale moyenne (°C) | 30,2 | 31,4 | 34,6 | 38,5  | 41,9 | 43,7 | 42,8 | 42,7 | 42,7 | 39,9 | 35   | 31,8 | 43,7  |
| Précipitations (mm)               | 20,6 | 1,4  | 6,2  | 11,6  | 0,6  | 0    | 1,5  | 5,6  | 5,3  | 14,2 | 21,7 | 21,4 | 100,1 |

| Diagramme climatique                                  |             |           |              |             |           |           |             |             |              |            |              |
| J                                                     | F           | M         | A            | M           | J         | J         | A           | S           | O            | N          | D            |
| 30,218,620,6                                          | 31,418,91,4 | 34,6216,2 | 38,524,311,6 | 41,927,50,6 | 43,728,30 | 42,8291,5 | 42,729,35,6 | 42,728,85,3 | 39,925,814,2 | 3522,921,7 | 31,820,221,4 |
| Moyennes : • Temp. maxi et mini °C • Précipitation mm |             |           |              |             |           |           |             |             |              |            |              |

## Population
Sa population est estimée à 2 427 924 habitants, dont 1 086 910 saoudiens et 1 341 014 non-saoudiens (estimation 2020). La ville de La Mecque prospère notamment grâce aux millions de pèlerins qui s'y rendent chaque année. Le sanctuaire de La Mecque atteint sa pleine capacité de deux millions et demi de personnes lors des nuits du mois de ramadan (pour les prières nocturnes tarawih), ou lors du pèlerinage hajj.

## Histoire

### Une origine incertaine
Les origines de la fondation de la ville sont sujettes à caution car, à ce jour, aucune preuve épigraphique ou archéologique ou historique ne vient à étayer de manière formelle les récits légendaires issues de la tradition religieuse tardive de l'islam.
Une autre difficulté très sérieuse est liée à son absence dans les cartes de l'Antiquité tardive. Alors qu'une ville du désert comme Pétra, ancienne cité nabatéenne, est solidement attestée par la cartographie antique comme dans la Carte du Monde de
Ptolémée du IIe siècle , ou la Table de Peutinger du IVe siècle, La Mecque n'y figure jamais, même pas comme une oasis dans le désert d'Arabie, attestant d'une fondation tardive au plus tôt au VIIe siècle,.

### Paléontologie
En 2009 une importante découverte paléontologique a lieu près de la Mecque, le paléontologue Iyad Zalmout, université du Michigan aux États-Unis, qui était à la recherche de fossiles de baleines et de dinosaures, a découvert un crâne fossilisé datant de 29 à 28 millions d’années, qui correspond à l'espèce Saadanius hijazensis, un primate catarrhinien apparenté à l’ancêtre commun des Grands Singes (dont l'Homme) et des Cercopithèques. Les chercheurs vont accentuer les recherches dans cette région d'Asie et particulièrement dans les strates géologiques de cette période.

### Fondation traditionnelle selon l'islam
On appelle généralement « Tradition musulmane » ou « islamique » « l'ensemble des textes produits ou enregistrés aux premiers siècles de l'islam ». Selon le Coran et les hadith, la ville aurait été fondée avant la période islamique par Ibrahim et Ismaël. En renouvelant une alliance en leur faveur, le dieu de l'islam convoque les hommes à « la Maison », al-bayt (البيت), transposition directe du syro-araméen bayta (ܐܬܝܒ) pour qu’ils adoptent « pour lieu de prière ce lieu où Abraham se tint » (s. 2/v. 125). Cette tradition coranique correspond à un dogme religieux selon lequel la première « demeure (bayt) divine » terrestre aurait été créée par Abraham à La Mecque, supputation à l'origine de la polémique entre Mahomet et la communauté judaïque de Médine, ainsi dépossédée de la figure patriarcale fondatrice désormais islamisée.
Les récits anciens transmis par la tradition musulmane expliquent que c'est une source miraculeusement apparue grâce à une intervention divine qui est à l'origine de la ville. L'histoire rapportée par les Qisas Al-Anbiya, le Livre des Prophètes, rejoignant partiellement un récit de la Genèse, explique que l'épouse d’Abraham (Ibrahim), Sarah (Śāra), exigea de celui-ci qu'il exile sa concubine Agar (Hajar) et l'enfant qu'elle lui a donné, Ismaël (Ismāʿīl).
Le patriarche s'exécuta et, au terme d'une longue marche, abandonna son enfant et sa concubine à la providence divine dans un endroit inhabité, désertique et sauvage. Agar chercha âme qui vive entre les collines de Safâ et Marwah mais c'est à une intervention de l'ange Gabriel (Djibril) qu'elle dut son salut : celui-ci lui apparut et donna un coup de talon sur le sol d'où jaillit la source connue aujourd'hui sous le nom de Zamzam. La source attira bientôt des nuées d'oiseaux qui attirèrent à leur tour l'attention de la tribu de Jurhum à laquelle Agar donna accès à la source en échange de leur protection pour elle et son fils. Les membres de cette tribu, surnommée par l'historiographie musulmane les « Vrais Arabes », installèrent leur campement à cet endroit et sont considérés comme les premiers habitants de la Mecque. Ismaël, devenu un homme, prit pour épouse une Jurhum. Abraham vint le visiter une fois par an et, au cours de l'un de ses séjours, reçut l'injonction divine de construire le sanctuaire de la Kaaba. Les deux hommes se firent aider par les Jurhum qui se convertirent alors au monothéisme du Patriarche.

### La Mecque pré-islamique selon les traditions musulmanes
L'histoire pré-islamique de La Mecque est assez obscure. Dans les dernières décennies du XXe siècle, les vestiges antiques, médiévaux et modernes de la ville ont été détruits systématiquement et l'on ignore dès lors tout de son archéologie. Cette histoire pré-islamique repose sur des traditions musulmanes tandis que plusieurs chercheurs remettent en cause l’existence de La Mecque à cette époque. Pour R. Simon, « Les spécialistes qui n'utilisent que les informations de la tradition musulmane, n'ont jusqu'à ce jour pas été à même de mettre convenablement au point la préhistoire de la Mecque. »
Selon la tradition musulmane, son implantation ne devrait rien à une oasis. Cette singularité qui serait relevée par le Coran participerait de son caractère sacré, préexistant à l'implantation de l'islam. Mais, en vérité, la ville s'est probablement structurée dans cette région aride autour d'un point d'eau qui, d'ailleurs, existe toujours et qui est à l'origine de la Kaaba, lieu sacré où se seraient retrouvées les caravanes et les tribus. Et il reste la trace d'une divinité protectrice. Il accueille à proximité et à une date indéterminée un bétyle — une « demeure (bayt) du dieu (el) » — qui fait l'objet d'un pèlerinage aux environs de l'équinoxe de printemps.
Reprenant la tradition musulmane, la Mecque serait, aux VIe et VIIe siècles, un centre économique modeste au regard des grandes cités caravanières comme Palmyre et Pétra, ses ressources apparaissent limitées et on y souffre régulièrement de la faim. Mais c'est un centre sanctuaire et cultuel polythéiste qui abrite la Kaaba et accueille des pèlerinages donnant lieu à de grands rassemblements, notamment au cours des trêves, coïncidant avec la tenue d'importantes foires.
La tradition musulmane présente une Arabie préislamique misérable et anarchique appelée l'« Âge de l'Ignorance », traduisant une période de crise, d'appauvrissement et de dérèglements qui a probablement existé mais seulement pendant quelques dizaines d'années avant l'hégire. Des populations nouvelles auraient alors pris la place de populations plus anciennes, dispersées ou disparues. À La Mecque, c'est Qusay qui, ayant uni les différentes tribus qurayshites au début du VIe siècle, prend le contrôle de la ville, six générations avant Mahomet. À la veille de l'islam, la ville est passée de la domination du clan Hashîm et de la tribu Quraysh, au sein duquel Mahomet voit le jour, à celle du clan Umayya qui a bénéficié du commerce caravanier renaissant.
Sur le plan religieux, la tradition atteste du polythéisme mecquois des qurayshites dont le panthéon se compose d'idoles que l'on trouve dans l'enceinte sacrée — le Haram — panthéon dominé par le dieu ancestral Hubal, accompagné de Manaf, Isaf et Na'ila (culte de Isaf et Na'ila). S'y superposent les divinités propres à l’association cultuelle, dite Hums, qui unit les tribus d'Arabie occidentale au sanctuaire mecquois ; on compte parmi elles Allâh — dieu qui a pour sanctuaire la Kaaba et qui donne la victoire à Quraysh lors de la « campagne de l'Éléphant » — ainsi que les déesses Allât, al-Uzzâ et Manât, ces dernières n'ayant ni idole ni sanctuaire dans la ville. À l'époque de la naissance de Mahomet et à l'instar du paganisme arabe ancien, le polythéisme mecquois est en déclin, et il semble que les principales références intellectuelles et culturelles de la région soient essentiellement juives et issues des différentes confessions chrétiennes, ce qu'atteste notamment la familiarité des auditeurs de Mahomet avec les récits bibliques. À côté de l'adoption de cultes monothéistes existants, on constate également une tendance à adapter les cultes anciens à l'exigence monothéiste, tout en conservant les formes ancestrales de la religiosité locale, une tendance dont relèvent plusieurs réformateurs religieux parmi lesquels Mahomet.
Bien que la région autour de la Mecque soit complètement aride et déserte, selon la tradition musulmane, la cité était riche, et la plus riche parmi les tribus installées dans cette partie de l'Arabie, grâce au puits Zamzam, dont l'eau a toujours été abondante et à sa position géographique sur la route des grandes caravanes. Au Ve siècle, les Quraychites auraient pris le contrôle de la Mecque pour devenir des marchands et commerçants très habiles. Jusqu'au début du VIIe siècle, le dieu principal de la mythologie arabe est Hubal. Toujours selon la tradition, La Mecque était une place commerciale importante sur la route reliant le Yémen à la Mésopotamie. Les Quraychites participèrent au commerce lucratif des épices au VIe siècle. La route des épices de plus en plus menacée sur mer (piraterie) s'était déplacée sur des voies terrestres plus sûres. La Mecque devint un important centre de commerce surpassant les villes de Pétra (Jordanie) et Palmyre (Syrie).
Ce lieu d'échanges aurait été à l'origine d'alliances entre les marchands de la Mecque et les tribus nomades qui commerçaient par caravanes de chameaux avec des villes de Syrie et d'Irak auxquelles ils apportaient du cuir, du bétail et des métaux qu'ils tiraient des mines locales dans les montagnes. Des récits historiques confirment le passage des marchandises venant d'Afrique plus particulièrement d'Algérie et d'Asie (médecines, tissus, épices, cuirs, esclaves) grâce à des accords commerciaux avec les Byzantins et les Bédouins qui rapportaient des céréales, du vin, des armes ensuite redistribués en Arabie.
Selon la Sunna, c'était aussi une ville sacrée du paganisme arabe, la Kaaba étant vénérée pour les idoles qu'elle contenait, dont la Pierre noire. Les pèlerinages étaient l'occasion de rassemblement pacifique entre les clans nomades qui, le reste du temps, s'affrontaient fréquemment. Une fois par an avait lieu un pèlerinage qui rassemblait les tribus nomades afin de célébrer les différentes déités arabes. Cet événement permettait le développement des relations sociales et des foires. S'est créée ainsi une notion d'appartenance et d'identité qui a fait de la Mecque un endroit important dans la péninsule. À la fin du VIe siècle, le commerce de la Mecque était à son apogée et représentait le pouvoir principal qui liait les habitants de la péninsule arabique.
Le royaume d'Axoum, conduit par le général éthiopien chrétien Abraha tente d'envahir La Mecque mais ses troupes sont décimées par la peste. Les tribus menacées craignant une nouvelle attaque font appel au roi perse Khosro Ier : l'intervention des Sassanides en 575 fait échouer une nouvelle tentative d'invasion. Les études sur cette expédition montrent qu'elle ne concernait pas directement la Mecque mais est « passé de l'histoire arabe préislamique dans la tradition mecquoise plus tardive qui s'en empara, la transforma en légende et s'en servit pour accroître la gloire de la Mecque préislamique. »

### Période pré-musulmane selon la recherche historique
Aucune source (grecque, syriaque ou araméenne…) antérieure ou contemporaine de la naissance de l'islam ne mentionne la Mecque,,. Les sources concernant l'histoire de La Mecque sont dépendantes du matériau islamique et sont tardives puisqu'elles datent à partir de la fin du VIIe siècle. Jacqueline Chabbi rappelle que ces récits traditionnels ont des dimensions mythiques et légendaires. Cette absence dans les textes musulmans les plus anciens interroge les chercheurs quant à la place prétendument centrale de celle-ci.
H. Holma déclarait : « En préparant mon livre Le Grand Prophète des Arabes, et en parcourant à cette fin la vaste littérature consacrée à l’étude de l’œuvre du prophète et à l’histoire de sa ville natale, La Mecque, j’ai été surpris de n’y trouver aucune indication sûre concernant la première apparition, chez les Arabes eux-mêmes, de ce fameux nom propre. ». A.-L. de Prémare rappelle que la charte de Médine ne mentionne jamais le nom de La Mecque et que la recherche sur les origines de l'islam est dépendante du matériau islamique à ce sujet. Il déclare : « Faute de données externes estimées suffisantes, et faute de vouloir considérer celles qui existent, bien des chercheurs se limitent au matériel islamique traditionnel tel qu’il se présente à eux. Ils sont contraints d’entrer dans le jeu des clercs musulmans d’autrefois ; ce sont ceux-ci, en effet, qui en ont sélectionné et compilé les éléments selon l’idée qu’ils voulaient donner des origines de leur communauté et de la vie de leur prophète ».
Bien que l'Arabie eut une importance politique et religieuse au VIe siècle, il n'est pas fait mention des Quraychites ni du centre commercial de La Mecque dans toute la littérature grecque et latine de l'époque. Certains chercheurs, tels Patricia Crone, Alfred-Louis de Prémare, Günter Lüling, Christoph Luxenberg, Claude Gilliot et Edouard-Marie Gallez, remettent en cause l’existence de La Mecque du vivant de Mahomet. Elle aurait été fondée vers le milieu du VIIe siècle. L'archéologie montre que les premières constructions datent du VIIIe siècle. Lors de la construction du complexe Abraj Al Bait Towers des fouilles ont été entreprises sur le site.
La première mention historique de La Mecque apparaît en 741 dans la chronique Continuatio Byzantia Arabica . La ville de La Mecque y est citée dans le cadre de la guerre civile entre 'Abd al-Malik b. Marwan et 'Abd Allah b. al-Zubayr (685-692). Notons que l'auteur du document situe La Mecque (Maccam) entre Our en Chaldée et Carrhes, ce qui en ferait une ville mésopotamienne et non pas arabe. Le chrétien Jean Damascène en parle dans son Traité des Hérésies en 746 également comme un lieu situé en plein désert.
Défendant la thèse d'une existence préislamique, R. Simon, étudiant la géostratégie de l'Arabie préislamique, considère « qu'à l'époque de la campagne [d'Abraha], la Mecque n'était encore qu'une agglomération insignifiante contrôlée par les Lakhmides. ». Pour lui, La Mecque n'avait pas de commerce indépendant et elle était dirigée par les marchands de la Hira. Il semble même plutôt que les habitants aient pris les nomades à leur service, établissant de multiples réseaux d'alliances commerciales et religieuses. L'importance ainsi que le poids commercial et économique de la ville à cette époque ont été réévalués à la baisse depuis les travaux de Patricia Crone. La chercheuse montre la limitation des ressources et la modestie relative de la taille de cette cité dont on ne trouve d'ailleurs pas, pour cette période, d'attestation dans la littérature non musulmane. La Mecque semble néanmoins avoir été, avec Najran et Adan, une ville active de la région, témoignant d'une relative sécurité et prospérité. Combattant la tradition musulmane présentant La Mecque comme une cité riche située sur la route des grandes caravanes Jacqueline Chabbi est plus nuancée : « La Mecque n'est pas une oasis, et c'est fondamental. Il n'y a aucune ressource vivrière sur place. Elle ne peut donc abriter qu'une tribu de faible importance… ». De même, elle n'est pas un lieu d'étape des grandes caravanes : « La Mecque est excentrée à l'ouest, dans des reliefs volcaniques peu accessibles, en direction de la côte de la Mer Rouge. Elle n'est pas du tout située sur la grande voie caravanière, et l'ancienne route de l'encens passe à trois nuits de distance, à l'est. Les caravaniers n'avaient aucune raison de se détourner de la voie directe pour faire halte dans une petite cité excentrée, dépourvue de toute ressource de subsistance locale. ».

### Période musulmane

#### Sous Mahomet d'après la tradition musulmane

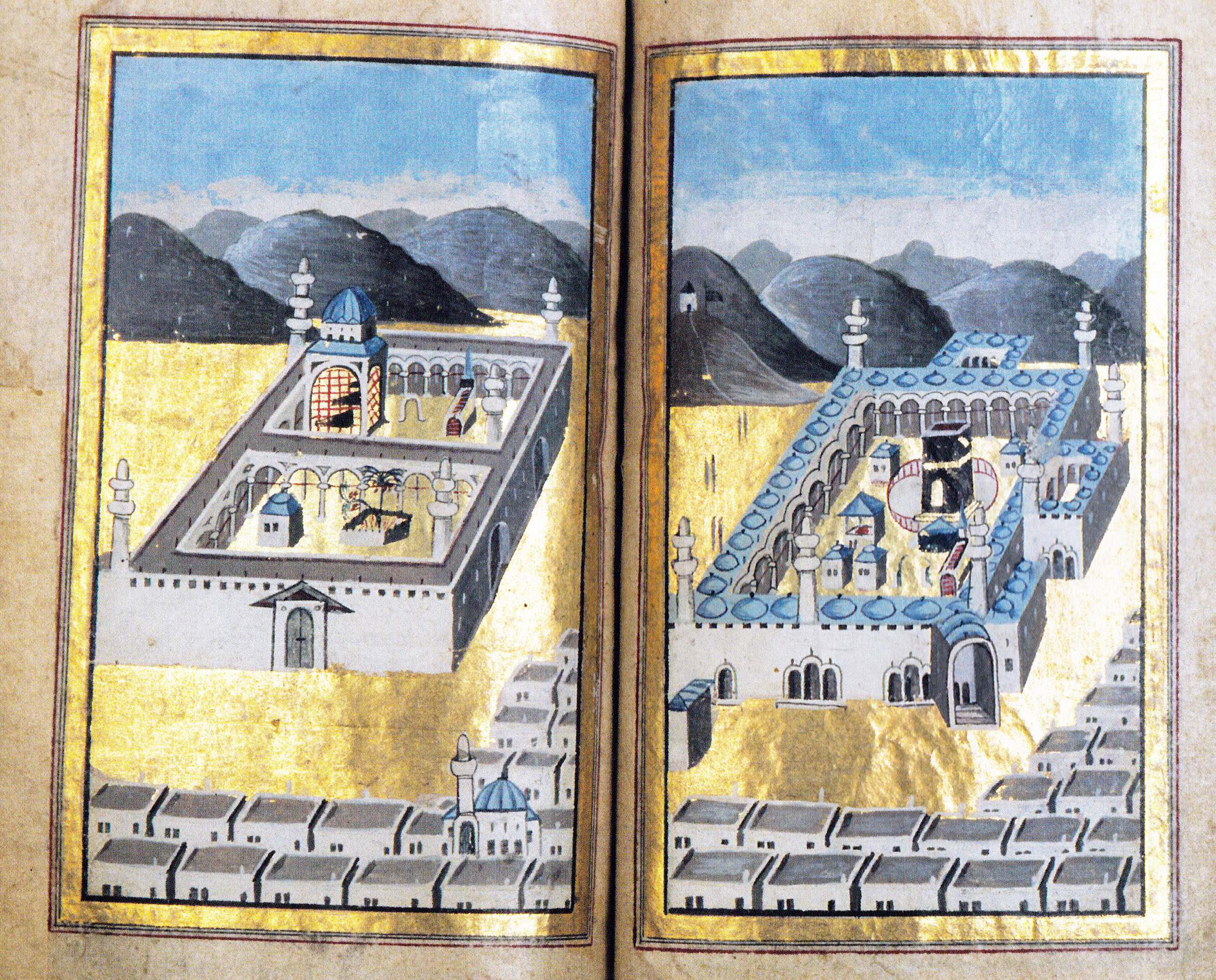
Représentation ottomane du XVIII des mosquées saintes de Médine (à gauche) et de La Mecque (à droite).

La Tradition, dont les plus anciennes sources proviennent d'Irak dans la seconde moitié du VIIIe siècle, voit la naissance de Mahomet dans cette ville en 570 dans une famille influente de marchands caravaniers. Lorsque Mahomet fait état de premières révélations divines qu'il impute à l'ange Gabriel dans la grotte de Hira à Jabal al-Nour (située à 4 km au nord-ouest de la cité), il rencontre peu d'adhésion de la part de la majorité de ses concitoyens (juifs, chrétiens nestoriens et polythéistes), en général les plus riches[réf. nécessaire], mais il en rencontre de sa femme, très fortunée, de la part des pauvres[réf. nécessaire] de la ville et d'esclaves chez qui sa religion se répand assez vite[Combien ?]. Mahomet est l'arrière petit-fils de Hâchim, prince des Quraychites, gouverneur de La Mecque et intendant de la Ka`ba. Il est marchand. Khadija ou Khadidja bint Khuwaylid, sa première épouse, est commerçante issue d'une famille chrétienne, et aussi son employeur.
Les Quraychites hostiles à cette nouvelle religion menaçant l'ordre établi, donc peut-être aussi leur aisance et leur commerce, le chassèrent, peu après la mort de sa première femme, avec ses premiers compagnons. Ils s'exilent vers l'oasis de Yathrib (Médine) le 16 juillet 622. Cet évènement appelé « hégire » sera le point de départ du calendrier musulman.

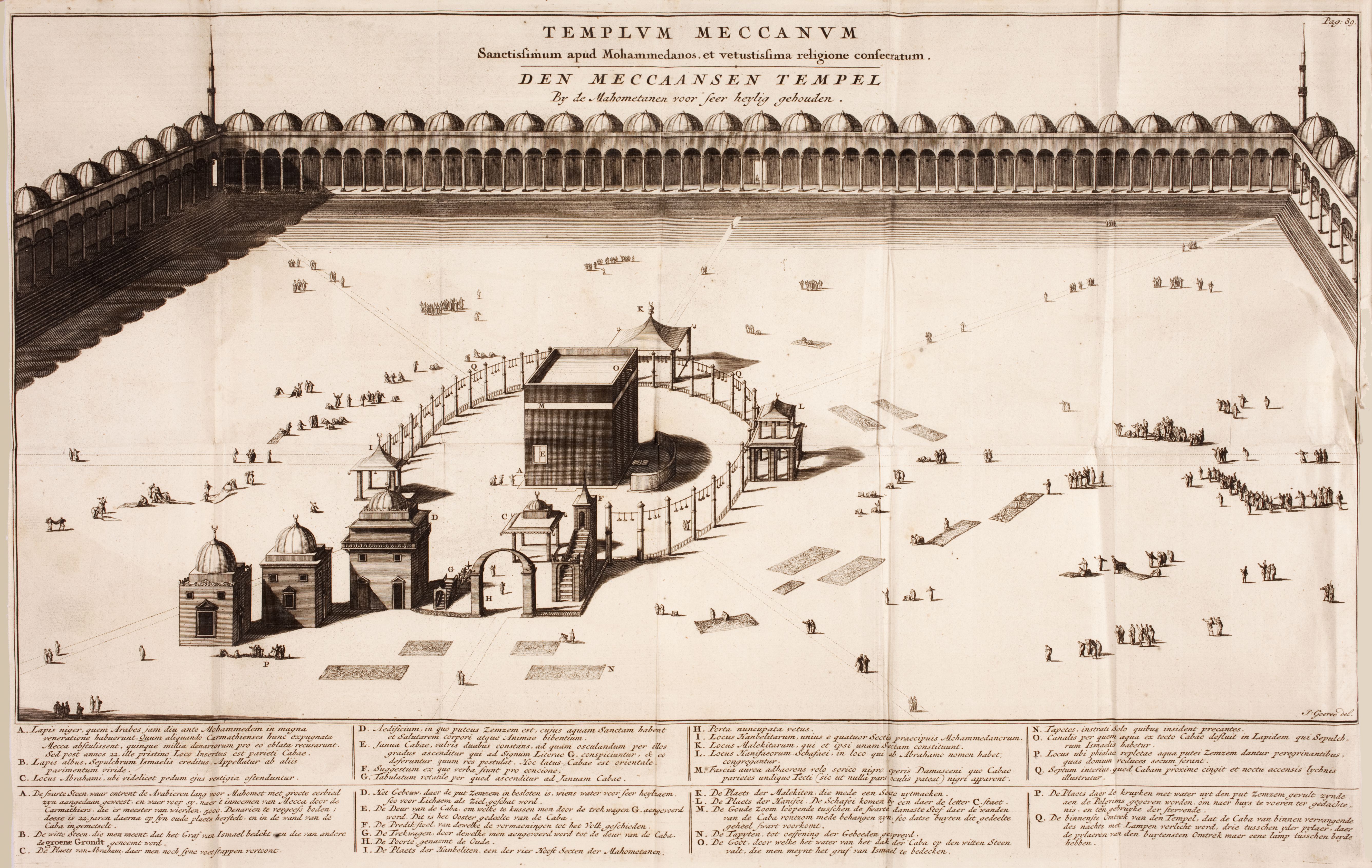
Le Temple. Reland (1718).

Après des campagnes militaires victorieuses accompagnées de conversions, Mahomet revient en 630 à La Mecque à la tête d'une armée de dix-mille hommes pendant le mois de ramadan de la huitième année de l'hégire. Il entoure la ville de nuit avec des torches allumées. Les habitants effrayés lui envoient un parlementaire, Abû Sufyân, qui se convertit à l'Islam et revient annoncer aux Mecquois que s'ils se rendent, aucun mal ne leur sera fait. Ainsi donc Mahomet et ses partisans pénètrent dans la Mecque et épargne les Quraychites, qui l'avaient auparavant chassé. Il leur offre son pardon. Les Mecquois se convertissent alors en nombre à la nouvelle religion monothéiste, la plupart sans combattre. Lors d'une escarmouche, quelques hommes et une femme furent tués. Une tribu ralliée aux Quraychites, celle des Bakrites, eut cependant à souffrir de la vengeance des Khuzâ'ites, ralliés aux musulmans, qui entendaient réparer une attaque par traîtrise commise lors de la trêve d'Hudaibîyah, à laquelle avaient adhéré les deux tribus. Voyant les excès commis durant ces représailles, Mahomet intervint et proclama la paix générale.
Une légende ponctue ce voyage dans les récits musulmans et concerne l'attitude du prophète envers les animaux. Il aurait posté un soldat près d'une chienne allaitant ses petits afin de la protéger. Il est à noter que selon les ahadith Mahomet insistait beaucoup sur le bien-être des animaux et les respectait ; « Il n’y a point un moineau ou un animal plus gros, que l’homme ne tue sans excuse, sans qu’Allah ne lui demande des comptes le jour de la résurrection au sujet de ce qu’il a tué. » (rapporté par An-Nassa'i).
Après avoir pris la cité, Mahomet la consacre ville sainte. Les idoles païennes de la Kaaba sont détruites en janvier 630 (sauf la Pierre noire et une icône de la Vierge à l'Enfant, selon une tradition rapportée par Al-Azraqi (en)). La Ka'ba à la Mecque sera interdite aux seuls païens l'année suivante, décision accompagnée de la sourate 9, verset 28. L'interdiction à tous les non-musulmans de la Mecque et de Medine sera postérieure aux quatre premiers califes. Muhammad Hamidullah la date de « basse époque, peut-être de celle des Ottomans », rappelant au passage que le deuxième calife Omar recevait les plaintes des dhimmis au sein même de la mosquée de la Kaaba et qu'un peu plus tard un médecin chrétien disposait d'un cabinet au pied du minaret de cette dernière. À la suite d'une nouvelle révélation alléguée par le Prophète, le pèlerinage à la Ka'ba devient l'un des cinq piliers de l'islam pour les musulmans sunnites et l'une des dix pratiques de la foi (ou Furû' ad-Dîn) pour les chiites duodécimains.

#### Après Mahomet

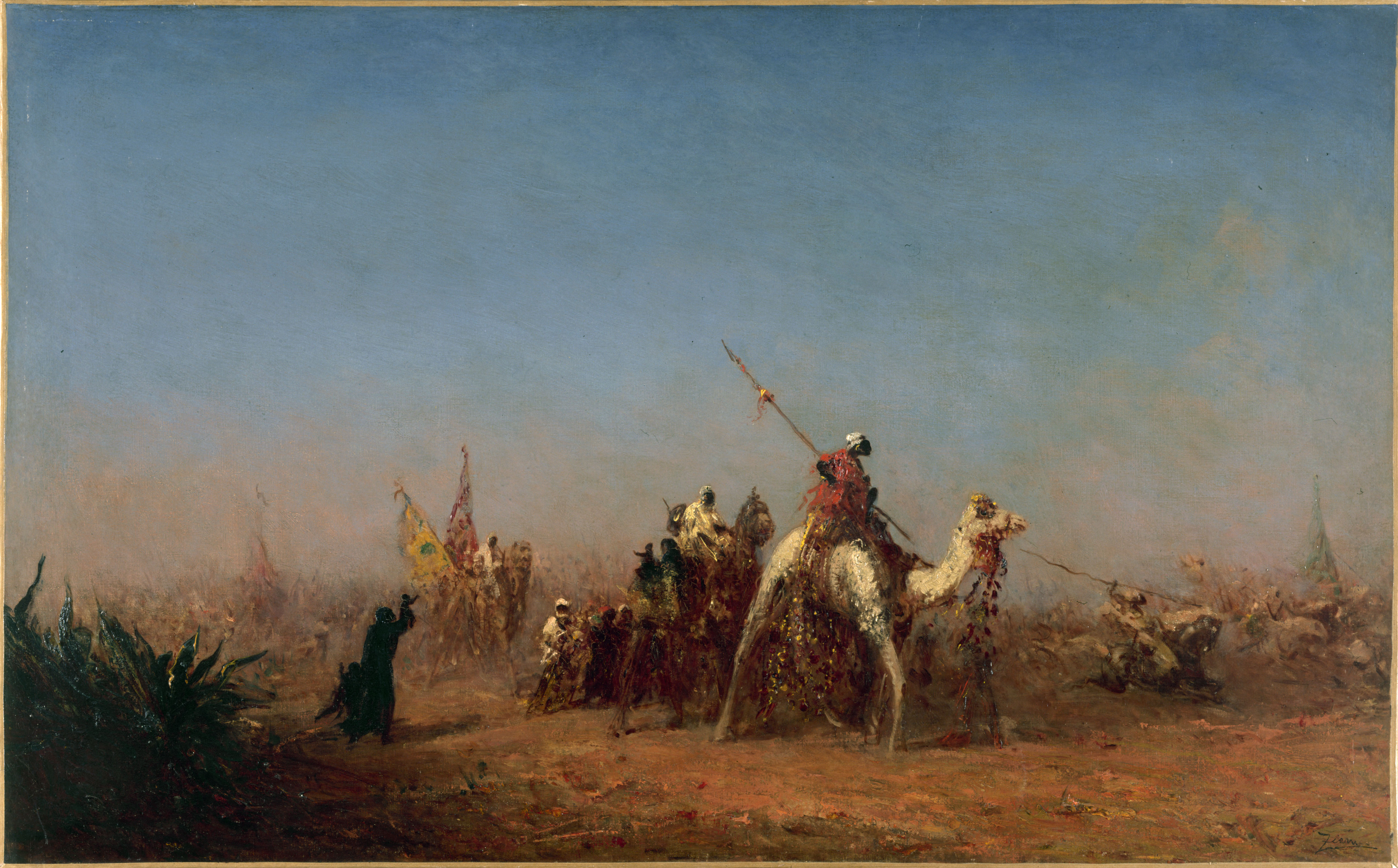
Caravane en route vers La Mecque
Félix Ziem, 1880-1885
Petit Palais, Paris

À la mort de Mahomet (632), l'islam commence une expansion géographique et La Mecque prend de l'importance. Auparavant, elle n'était qu'une ville médiocre, non située sur la route de pèlerinages importants, qui ne comportait que quelques milliers d'habitants à la fin du VIe siècle. Tous appartenaient à la même tribu et s'étaient établis là parce que s'y trouvait un point d'eau (un puits). Les Mecquois n'étaient ni de grands marchands ni de grands caravaniers, plutôt de petits trafiquants qui exerçaient à l'échelle locale. La Mecque attire alors davantage de nouveaux convertis venus en pèlerinage et gardera son caractère de capitale religieuse et de cité commerciale. Cependant, la ville ne sera jamais un centre politique, ni même la capitale d'un quelconque califat, y compris pendant la période ottomane.
Elle tombe quelque temps sous la domination d'Abd Allah ibn az-Zubayr, compagnon de Mahomet et neveu de sa femme Aïcha, qui refuse de faire allégeance aux Omeyyades et se proclame lui-même calife. Il est vaincu, décapité puis crucifié par Al-Hajjaj ben Yusef à l'automne 692.
À partir de la fin du IXe, la « Mecque cosmopolite devient peu à peu un bastion du hanbalisme, l’école juridique la plus rigoriste de l’islam sunnite, source originelle dont se réclament toujours la doctrine wahhabite intransigeante prônée par l’Arabie saoudite actuelle. »
En 930, les Qarmates — une secte ismaélienne originaire de l'est de la péninsule arabique qui, dénonçant les inégalités et les privilèges du califat, prêche le partage équitable des biens — se livrent, sous le commandement d’Abou Tahir, au sac de la ville sainte au cours d'un raid. Considérant le pèlerinage à La Mecque comme une superstition et la ville elle-même corrompue, ils massacrent les pèlerins et habitant puis empoisonnent la source de Zamzam avec des cadavres. Dans l'attente de l'arrivée imminente du mahdi, ils emportent la Pierre noire de la Kaaba dans leur capitale Al-Hassa, qui ne sera restituée que vingt ans plus tard contre une rançon payée par les Abbassides.
À partir de 1201, la Mecque devient un chérifat chiite zaïdite dirigé par les hassanides, (des descendants de Hassan, le petit-fils de Mahomet).
En 1349, la ville sainte est touchée par la Peste noire.
En 1517, le chérif de La Mecque, Barakat II ibn Muhammad al-Hachimi, reconnaît la souveraineté du nouveau calife ottoman Sélim Ier, mais obtient un fort degré d'autonomie locale (c'est également autour de cette période que les hassanides passent du chiisme zaïdite au rite shâfi'îte de l'islam sunnite,). Cependant, la création du premier État saoudien en 1744, mais surtout la prise de La Mecque par les Wahhabites en 1803 porte un rude coup au prestige des Turcs. Ceci, jusqu'à ce que Méhémet Ali, le vice-roi d'Égypte, reprenne son contrôle en 1813. Un second État saoudien sera aussitôt créé en 1824, six années après la disparition du premier, mais ne réussira cependant pas à prendre le contrôle des deux villes saintes et s'effondrera à son tour le 24 janvier 1891, défait par l'émirat de Haïl lors de la bataille de Mulayda (en).

### Période contemporaine
C'est à faveur du premier conflit mondial, que la révolte arabe contre la domination turque éclate en 1916. Le chérif de La Mecque, Hussein ben Ali proclame la même année l'indépendance du royaume du Hejaz à la suite de la bataille du 10 juin au 4 juillet 1916 et fait de La Mecque sa capitale. Cette année-là, Hussein Ibn Ali se déclare lui-même roi du Hejaz (reconnu internationalement le 10 août 1920) alors que son armée combat les Turcs et les expulse de la péninsule arabique, avec d'autres forces militaires arabes et celles de l'Empire britannique.
Mais cette indépendance est de courte durée puisqu'en octobre 1924 Hussein ibn Ali est vaincu lors d'une deuxième bataille par Abdelaziz Al Saoud, fondateur du troisième État saoudien, l'actuelle Arabie saoudite. Le nouveau souverain supprime alors le poste de chérif de La Mecque et se proclame lui-même gardien des deux saintes mosquées.
La prise de la Mecque par Abd al Aziz ben Abd al Rahman Al Saoud en 1924 inaugure une nouvelle ère. La ville sainte dut en effet se mettre à l'heure de l'imam Abdelwahab, l'ardent théologien du XVIIIe siècle (ère chrétienne), la tête pensante et légiférante de la dynastie Séoudite (monuments rasés, pratiques cultuelles « païennes » abolies, tabac et musique bannis…). Les ressortissants des diverses obédiences minoritaires islamiques — chiites, druzes, etc. — sont tolérés dans le sens propre du terme. Ce sont des « fautifs » qu'on supporte. Le wahhabisme devient, de facto, le seul courant de l'islam à administrer et gérer la ville à compter de cette date,,.

#### Prises d'otages, émeutes, accidents, bousculades…
En décembre 1975 l'explosion d'une bouteille de gaz provoque un incendie dans un camp de tentes ce qui tue plus de 200 pèlerins.
Le 20 novembre 1979, 1er jour de l'an 1400 de l'hégire, 200 militants islamistes armés, opposants au régime monarchiste, prennent le contrôle de la grande mosquée, prenant des dizaines de milliers de pèlerins en otages. Ils reprochent à la dynastie des Al-Saoud « son culte de l’argent, sa corruption et sa déviance religieuse » mettant ainsi en péril la « vraie foi ». Le siège dure deux semaines, et le régime saoudien se résout finalement à employer la force pour reprendre le contrôle de la mosquée, demandant discrètement l'aide de la France. Ainsi, le Groupe d'Intervention de la Gendarmerie Nationale français (GIGN) assura une « aide technique et logistique » durant l'opération. Les membres du GIGN participant à l'opération durent toutefois « se convertir » à l'islam en récitant la shahada avant d'être autorisés à combattre dans la mosquée interdite (indiscrétion du magazine Le Point suivant article du journaliste Jean-Michel Gourevitch en date du 28 janvier 1980),. L'assaut terminé le 4 décembre a fait plus de 244 morts.

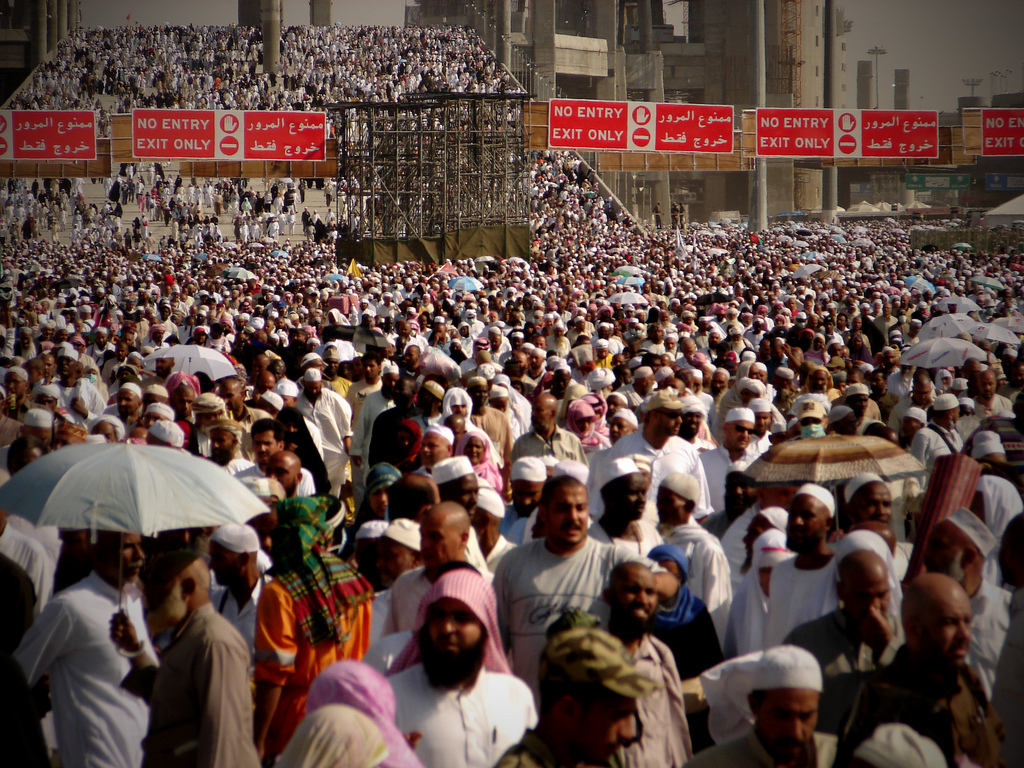
Autoroute piétonne à sens unique.

Le 31 juillet 1987, une manifestation anti-américaine organisée par des pèlerins iraniens tourne à l'émeute, lorsque la police saoudienne ouvre le feu contre les manifestants non armés. Il y eut ce jour-là 402 morts (275 pèlerins iraniens, 85 saoudiens — y compris les policiers —, et 45 pèlerins en provenance d'autres pays) et 649 blessés (303 pèlerins iraniens, 145 saoudiens — y compris policiers — et 201 pèlerins en provenance d'autres pays). Des violences ont régulièrement opposé, depuis la révolution islamique de 1979, les forces saoudiennes aux pèlerins iraniens accusés de transformer le pèlerinage en tribune politique anti-israélienne, anti-américaine et hostile au régime saoudien. Ces affrontements de 1987 ont provoqué une rupture de plusieurs années des relations entre Ryad et Téhéran,.
Le 2 juillet 1990, le jour de l'Aïd al-Adha, la fête du sacrifice, 1 426 pèlerins meurent piétinés et asphyxiés dans le tunnel reliant Mina à La Mecque.
En 1994, 270 personnes meurent dans une bousculade ; en 1998, il y a 118 morts ; en 2004, 251 morts.
Le 12 janvier 2006 362 personnes périssent piétinées ou étouffées à l’entrée nord du pont Djamarat, à Mina, dans une vallée étroite qui s’ouvre à l’extérieur de La Mecque, pendant la cérémonie de la lapidation des stèles. L'incident fait également 289 blessés parmi les pèlerins. Des failles dans la sécurité et l'encadrement sont alors mises en cause.
Le 11 septembre 2015, la chute d'une grue de chantier fait 107 morts parmi les fidèles.
Le 24 septembre 2015, lors du pèlerinage près de la Mecque (rituel de la lapidation de Satan), un très grand nombre de pèlerins trouvent la mort lors d'une bousculade dans la vallée de Mina (2 432 morts selon le Middle East Eye).

## Place de La Mecque dans la religion musulmane
Les deux principales branches de l'islam, sunnite et chiite, considèrent cette ville comme sainte, puisqu'elle est la ville natale du prophète de l'islam et se rapporte à la période d'avant le schisme.
La Mecque est un centre fondamental de la vie religieuse musulmane. Le cinquième pilier de l'islam dispose en effet que tout croyant doit faire un pèlerinage à La Mecque, s'il en a les moyens. Ce pèlerinage porte le nom de hajj (ou hadj, selon les graphies). Il réunit plusieurs millions de fidèles depuis la fin du XXe siècle qui s'y recueillent entre le 8 et le 12 ou le 13 du mois de dhou al-hijja, douzième mois du calendrier musulman ou hégirien. Ce dernier étant lunaire, contrairement au calendrier grégorien occidental — donc onze jours plus court — le pèlerinage se déplace sur l'année du calendrier grégorien sur une période de trente ans ; alors qu'à l'origine, le pèlerinage était saisonnier. Ce pèlerinage n'est réalisé chaque année que par une minorité de musulmans : en 2012, sur plus d’1,5 milliard de musulmans dans le monde, 3 millions de pèlerins ont été recensés, soit 0,2 %.
Un nombre élevé de croyants accomplissent également le pèlerinage mineur (la oumra), qui peut être exécuté à tout moment de l'année, mais plus particulièrement pendant le ramadan. Cet afflux a profondément modifié les infrastructures de la ville, devenue un centre cosmopolite,. Environ 30 000 pèlerins partent de France et 30 000 d'Algérie vers l'Arabie saoudite par an.
La Mecque est aussi la direction, la qibla, vers laquelle les musulmans qui prient se tournent au cours de leurs prières. L'historien Dan Gibson soutient dans son livre Qur'anic Geography que la ville sainte originale du Coran serait Pétra, située dans une vallée, et que la relocalisation de la pierre noire par Abd Allah ibn az-Zubayr à l'emplacement actuel de La Mecque aurait été la cause du changement de la qibla des mosquées de Petra vers La Mecque au deuxième siècle après l'hégire.
Lors de funérailles musulmanes, le défunt est inhumé sur le côté droit, en direction de La Mecque.

## Les lieux

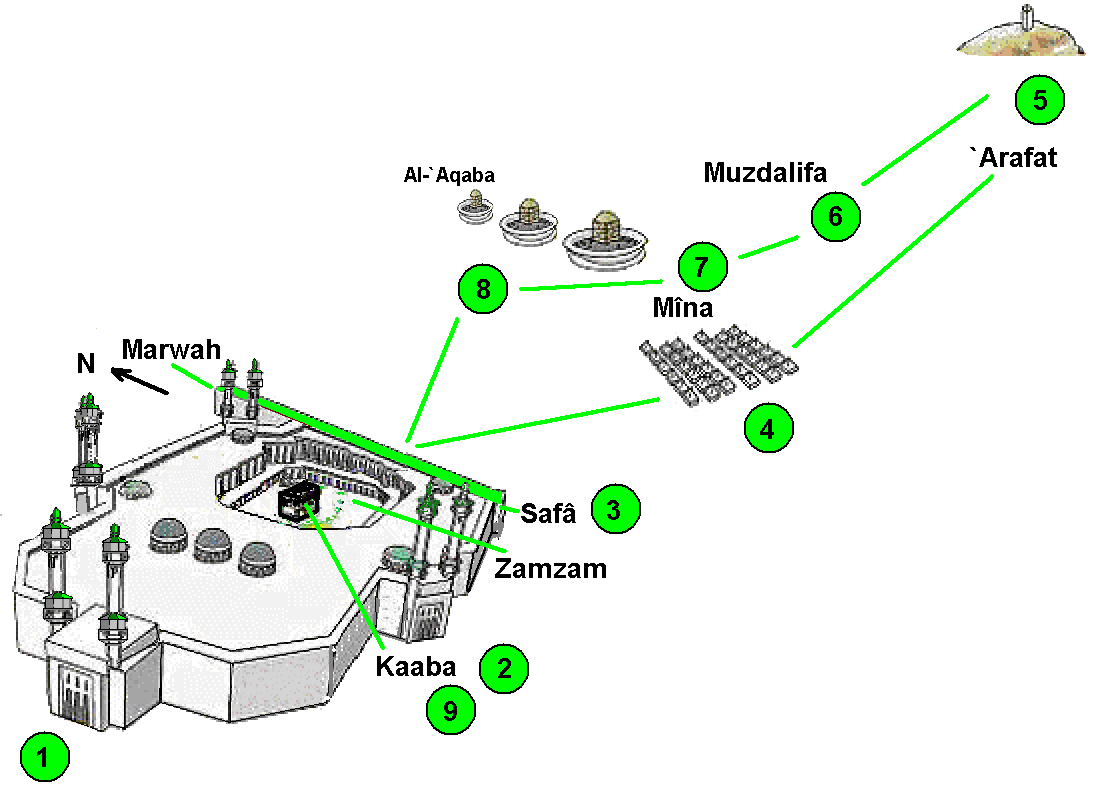
Étapes du pèlerinage à La Mecque.

### Conditions d'accès

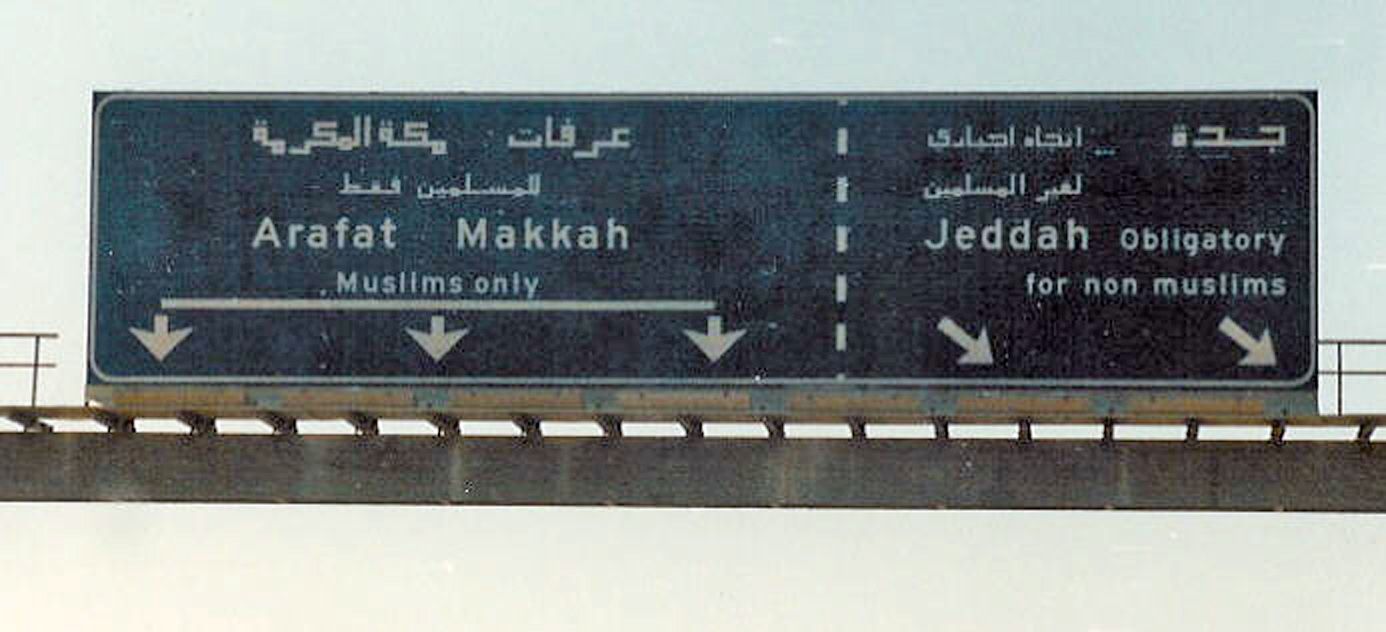
Panneau routier indiquant en arabe et en anglais la direction de Djeddah obligatoire à prendre pour les non-musulmans (non muslims).

L'accès à La Mecque est interdit aux non-musulmans,, c'est un « territoire sacré » (en arabe : البَلَد الحرام, al-balad al-harām). Afin de garantir cette interdiction, des postes de contrôle sur les routes surveillent l'accès à la ville. De plus, les autorités saoudiennes exigent désormais la présentation d'un « certificat de conversion à l'islam » pour toutes les personnes converties qui souhaitent pénétrer dans le « périmètre sacré ». Ce document est normalement délivré dans n'importe quelle mosquée, après entretien et contrôle des connaissances mais n'est pas nécessaire lorsqu'on porte un nom et un prénom musulmans arabes. Il est préférable de faire cette attestation auprès des grandes mosquées, ou à défaut, auprès des associations.

### Al-Masjid Al-Haram
C'est la Mosquée sacrée, le premier lieu saint de l'islam, qui comporte en son centre la Kaaba.
L'esplanade de la Grande mosquée de La Mecque s'étend sur 368 000 m2. Sa capacité d'accueil, actuellement[Quand ?] de plus de 1,5 million de fidèles, devrait passer à plus de deux millions dans le cadre d'un plan d'extension en cours d'exécution. Au moins 1 500 caméras de surveillance ont été installées autour de la Grande mosquée à La Mecque et ses environs.
À cause des travaux à la Grande mosquée et sur l'esplanade, le nombre de visas accordés aux fidèles est réduit en 2013 par les autorités saoudiennes. Mais il est possible qu'il s'agisse aussi de prévention sanitaire en relation avec l’épidémie du coronavirus MERS-CoV.[réf. nécessaire]
Ces travaux ont entraîné la destruction de certaines anciennes parties de la Grande mosquée, et notamment des dizaines de sites historiques majeurs remontant à la naissance de l'islam, et, relève l'islamologue Robert M. Kerr, des anciennes inscriptions sud-arabiques et des colonnes datant de l'Empire ottoman.

### LaKaaba
En arabe, « kaaba » signifie « cube ». Il s'agit toutefois d'un parallélépipède dont la base est un rectangle de 10 mètres par 12 mètres et de 15 mètres de haut. Selon la tradition musulmane, la Kaaba fut construite par Adam, premier prophète musulman et premier homme sur Terre, et fut reconstruite plus tard par Ibrahim (Abraham) et son fils Ismaïl.
Une pierre noire, creuse, est enclose dans l'un des angles de la Kaaba.

### Abraj Al Bait Towers
La ville sainte a construit un complexe comportant plusieurs tours, les Abraj Al Bait Towers, qui surplombent la Sainte mosquée. La plus élevée d'entre elles, la Makkah Clock Royal Tower, fait 601 mètres de haut, ce qui, au moment de son inauguration, la classait à la deuxième place des plus hautes tours au monde, après la Burj Khalifa de Dubai. L'édifice, qui abrite un hôtel, a ouvert ses portes en 2010.
Cet hôtel est surmonté, depuis le 10 août 2010, d’une horloge (Arabian Standard Time) six fois plus grande que celle de Big Ben, à Londres. D’un diamètre de plus d'une quarantaine de mètres, l’horloge est visible jusqu’à 30 km à la ronde de nuit, et jusqu'à 11 à 12 km le jour. Elle est dotée de quatre cadrans de 46 mètres de diamètre en partie recouverts d'or et décorés de 98 millions de pièces de mosaïque. Deux millions d'ampoules électriques éclairent l'inscription « Au nom d'Allah », présente sur chaque cadran de l'horloge. Pour appeler les fidèles à prier, 21 000 luminaires verts et blancs s'illuminent cinq fois par jour au sommet de la tour. Le tout est surmonté d'une flèche portant un croissant, symbole de l'islam.

### Transports
La ville sainte est desservie par l'aéroport international King Abdulaziz de Djeddah, qui se situe à 93 kilomètres (par route ou autoroute) au nord-ouest de la ville.
Une ligne ferroviaire à grande vitesse, la LGV Haramain, fonctionne depuis le 11 octobre 2018 et relie La Mecque à Djeddah, à la Ville économique du roi Abdallah à Rabigh et à Médine.
La Mecque s'est dotée d'une ligne de métro aérienne. Elle dessert les principaux lieux de pèlerinage, a été inaugurée en novembre 2010 pour l'Aïd et a une longueur de 18,1 km. D'après l'AFP, l'ouvrage, « construit par un consortium conduit par China Railway Corp. […] serait l'unique train au monde à ne circuler que cinq jours par an ». Il a été réservé la première année aux seuls pèlerins des monarchies du Golfe. D'un coût de 1,8 milliard de dollars, cette ligne de métro fait partie d'un vaste projet de développement de la ville sainte, estimé à 20 milliards de dollars.
Un appel d'offres auprès d'entreprises internationales a été lancé début 2013 pour la construction d'un métro à La Mecque. C'est un projet de 16,53 milliards de dollars. Osama Al Bar, le maire de la ville, a annoncé que les quatre lignes du futur métro couvriront au total 182 kilomètres. La première étape du projet, qui concerne 122 kilomètres du réseau, devrait être construite en trois ans. Le projet total devrait être réalisé sous dix ans.

## Personnalités
- en 570 : naissance de Mahomet.
- vers 573 : naissance d'Abu Bakr, ami intime et beau-père de Mahomet.
- Amina bint Wahb, mère de Mahomet.
- 'Abdullah ibn 'Abdil-Mouttalib, père de Mahomet
- Abd al-Muttalib, grand-père de Mahomet qui l'éleva après la mort de sa mère.
- Khadija bint Khuwaylid, riche commerçante mecquoise, première épouse de Mahomet.
- Hanadi Zakaria al-Hindi, aviatrice saoudienne née à la Mecque
- Hiba Abu Nada, poétesse, romancière et wikimédienne palestinienne née à la Mecque.
- Liste des souverains de La Mecque